# محمد بن عبد الكريم الرافعي
محمد بن عبد الكريم بن الفضل بن الحسن بن رافع القزويني الرافعي الشافعي فقيه ومحدث مسلم، وهو والد أبي القاسم الرافعي القزويني ذكره الذهبي فقال:
«الإمام العلامة مفتي الشافعية أبو الفضل محمد بن عبد الكريم بن الفضل الرافعي القزويني».
تفقه بنيسابور على: محمد بن يحيى وببغداد على: أبي منصور ابن الرزاز وبقزوين على: ملكداد بن علي وأبي علي بن شافعي، وسمع من: أبي البركات ابن الفراوي وعبد الخالق ابن الشحامي وطائفة، وبرع في المذهب، تفقه به: ولده الإمام مصنف الشرح أبو الفضائل محمد ابن محمد وغيره. توفي في شهر رمضان سنة ثمانين وخمس مائة.
قال الذهبي: ولوالد الرافعي رحلة لقي فيها عبد الخالق بن الشحامي، وطبقته، وبقي إلى سنة نيف وثمانين وخمسمائة.

## تعليمه
سمع ببلده من أبي علي الحسن، ومن ملكداذ بن على بن عمرو وببغداد من أبي منصور ابن خيرون وأبي الفضل الأرموي وأبي عبد الله بن الطرائفي وسعد الخير الأنصاري وبنيسابور من أبي الأسعد القشيري وعبد الخالق بن زاهر الشحامي. درس الفقه عند في بلده قزوين عند ملكداد العمركي، ثم سافر إلى بغداد ودرس في المدرسة النظامية وأخذ فيها الفقه على أبي منصور بن الرزاز، ثم سافر إلى نيسابور، ودرس في مدرستها النظامية.

## أقوال العلماء فيه
قال عنه ابنه الإمام أبو القاسم الرافعي القزويني: «والدي أبو الفضل ممن خُصّ بعفة الذيل وحُسن السيرة والجد في العلم والعبادة وذلاقة اللسان وقوة الجنان والصلابة في الدين والمهابة عند الناس والبراعة في العلم حفظا وضبطا ثم إتقانا وبيانا وفهما ودراية ثم أداءا ورواية.
سمع الحديث وتفقّه بقزوين في صباه ثم سافر إلى الري فسمع وتفقّه ثم ارتحل إلى بغداد فسمع وتفقه وحج منها ثم انتقل إلى نيسابور فحصّل على الإمام محمد بن يحيى (تلميذ الغزالي) وسمع الحديث الكثير.
وكان مشايخه يوقّرونه لحسن سيره وشمائله ووفور فضله وفضائله ولمّا عاد إلى قزوين أقبلت عليه المتفقّهة فدرّس وأفاد وذاكر وذكّر وفسّر وروى وأملى وصنّف في التفسير والحديث والفقه وانتفع به الخواص والعوام ثم استأثر به الله تعالى به في رمضان سنة 580 هـ».